# Kassationshof (Frankreich)

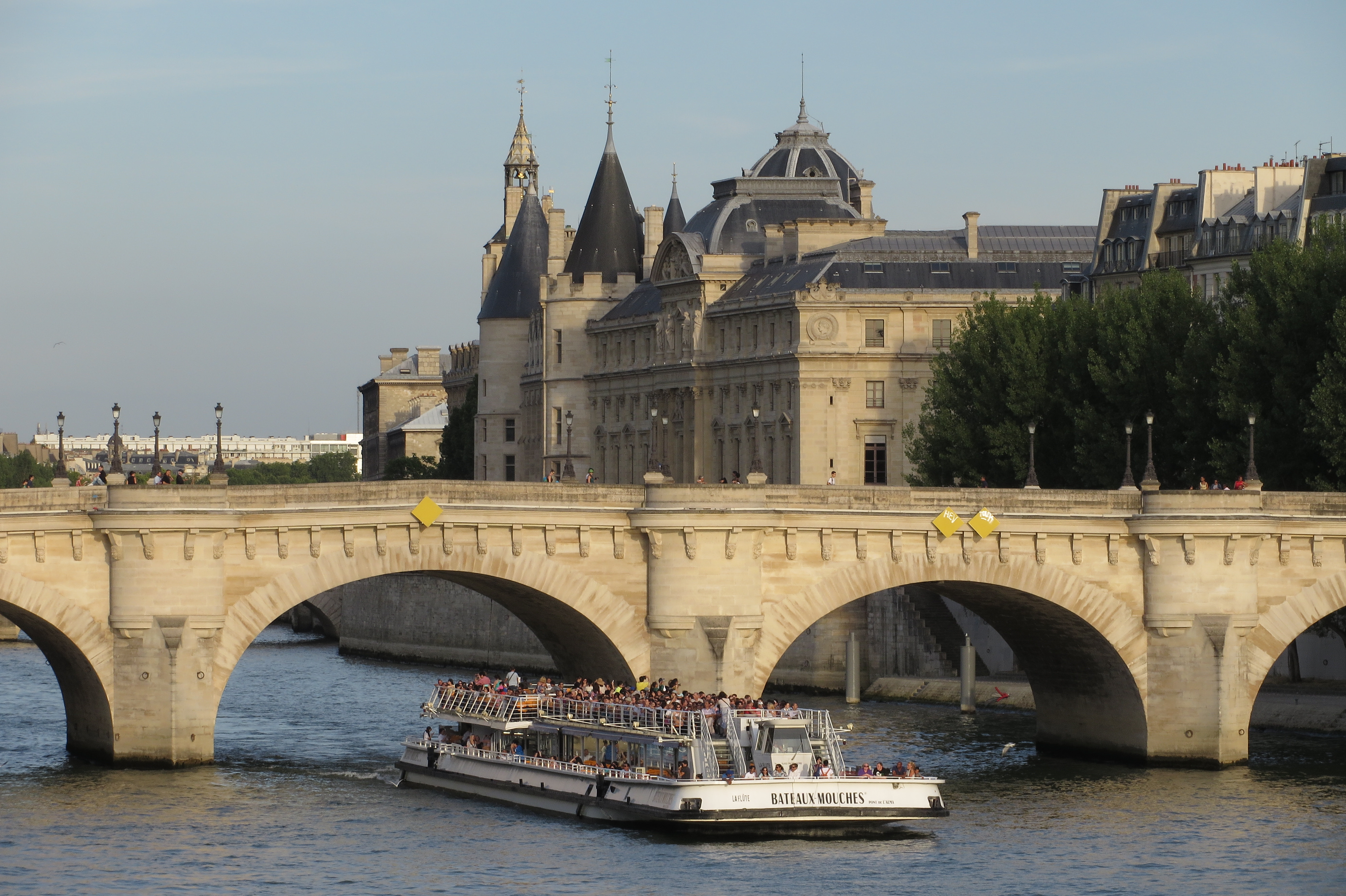
Der Kassationshof mit dem Pont Neuf im Vordergrund

Der Kassationshof oder Kassationsgerichtshof Frankreichs (französisch Cour de cassation [kuʁ.də.kɑ.sa'sjɔ̃]) ist das höchste Gericht der ordentlichen Gerichtsbarkeit der Französischen Republik. Es hat seinen Sitz im Palais de Justice (Justizpalast) in Paris. Es besteht aus einer Straf- und fünf Zivilkammern und überprüft Urteile auf Rechtsfehler. Findet es solche, wird das Urteil aufgehoben (französisch casser ‚zerbrechen‘, deutsch kassieren). Ziel ist die Wahrung einer einheitlichen Rechtsprechung innerhalb Frankreichs. Gerichtspräsident (französisch premier président) ist seit dem 18. Juli 2022 Christophe Soulard.
Der Kassationshof ist auch Sitz des Netzwerks der Präsidenten der obersten Gerichtshöfe der Europäischen Union.

## Aufgaben und Stellung im französischen Rechtssystem
Der Kassationshof ist einer von vier obersten Gerichtshöfen Frankreichs. Er ist letztinstanzlich für zivilrechtliche und strafrechtliche Streitfragen zuständig und hierin das oberste Appellationsgericht. Bei Streitfällen, bei denen staatliche Verwaltungsbehörden oder andere staatliche Institutionen involviert sind, ist nicht der Kassationshof, sondern der Conseil d'État (Staatsrat) als oberste gerichtliche Entscheidungsinstanz zuständig. Für verfassungsrechtliche Fragen ist der Conseil constitutionnel das oberste Gericht. Zur Klärung, welcher der drei vorgenannten Gerichtshöfe in einer Streitfrage entscheidungsbefugt ist, gibt es als viertes Gericht das Tribunal des conflits.